# Relentless Retribution
Relentless Retribution (engl.: unbarmherzige Vergeltung) ist das sechste Studioalbum der US-amerikanischen Thrash-Metal-Band Death Angel. Es wurde am 3. September 2010 bei Nuclear Blast veröffentlicht. Das Album erschien auch als Digipak mit einer DVD, die einen Studioreport (Making-of) umfasst. Es stieg auf Platz 45 in die deutschen Albumcharts ein, die höchste Platzierung für die Band bis dato.

## Musikstil
Gegenüber dem als rockiger beschriebenen Vorgänger tendiert das Album wieder mehr zu klassischen Elementen des Thrash Metal. Zweistimmige Solos, Breaks und ein im Vergleich zu den frühen Death Angel streckenweise etwas rauherer Gesang sind zu hören. Mit Volcanic ist eine Ballade enthalten. Auch bei Claws in the Deep wurde ein längerer Akustikteil eingebaut.

## Rezeption
Das Album wurde positiv aufgenommen und zum Teil als beste Platte seit Act III bezeichnet. Im Rock Hard vergab „Buffo“ Schnädelbach 9 von 10 Punkten. Er sprach von einem „fantastischen Album“, das besser sei, als alles was die „Big Four“ des Thrash im letzten Jahrzehnt veröffentlichten. Das Album erreichte mit einer Durchschnittsnote von 7,8 Punkten den dritten Platz in der monatlichen „Richterskala“ des Magazins. Bei musikreviews.de nannte Lutz Koroleski das Album „deutlich frischer und fokussierter als seine beiden Vorgänger“, das Gaspedal werde „durchweg kräftig durchgetreten“. Gegenüber den neuen Alben von Overkill, Heathen und Exodus hätten Death Angel aber „knapp das Nachsehen“.

## Titelliste
1. Relentless Revolution – 4:28
2. Claws in So Deep – 7:44
3. Truce – 3:31
4. Into the Arms of Righteous Anger – 4:31
5. River of Rapture – 4:35
6. Absence of Light – 4:32
7. This Hate – 3:33
8. Death of the Meek – 5:15
9. Opponents at Sides – 6:21
10. I Chose the Sky – 4:06
11. Volcanic – 3:34
12. Where They Lay – 4:30